# Allan Legere
Allan Legere (Chatham, Nuevo Brunswick, 13 de febrero de 1948) es un asesino en serie y pirómano canadiense, conocido como el Monstruo del Miramichi, en referencia al reinado de terror que impuso a los residentes del valle del río Miramichi en Nuevo Brunswick en 1989.

## Primer asesinato
Legere fue condenado por el asesinato del comerciante John Glendenning, en el puente sobre el Río Negro, Nuevo Brunswick, la noche del 21 de junio de 1986. Después de cortar la electricidad, Legere y sus cómplices Todd Matchett y Scott Curtis, irrumpieron en la tienda la pareja de ancianos. Después de golpear repetidamente a John y a su esposa Mary, el trío se dio a la fuga. En ese momento Mary miró a su esposo que yacía en el suelo (el cual había sido golpeado hasta la muerte), y se arrastró por las escaleras hasta el teléfono y marcó el 911.
El agente habló con Mary por teléfono hasta que el servicio de emergencia llegó. La policía los rastreó y detuvo a los tres sujetos. En resumen, Todd Matchett se declaró culpable de asesinar a John Glendenning y golpear brutalmente a su esposa Mary. Scott, Curtis y Allan Legere fueron condenados también en el juicio.

## Juicio y fuga
Legere cumplía su condena por asesinato en la penitenciaria de máxima seguridad Atlantic Institution en Renous, Nuevo Brunswick, bajo el cuidado del Servicio Correccional de Canadá (CSC). El 3 de mayo de 1989, Legere fue transportado por personal del CSC de la penitenciaría Dr. Georges-L.-Dumont al Centro Hospitalario Universitario en Moncton, Nuevo Brunswick para el tratamiento de una infección de oído.
Legere logró convencer al personal del CSC de dejarle usar un baño del hospital solo, y allí logró abrir las esposas con una llave hecha a mano que había escondido en un cigarro. Luego, utilizó un trozo de antena de televisión que él tenía oculta en su cuerpo como arma, con lo que los mantuvo a raya para poder huir del edificio. Legere escapó del hospital y mediante el robo de vehículos y fue capaz de evadir a la policía.

## Más asesinatos y captura
Legere estuvo fugitivo por siete meses y durante ese tiempo cometió cuatro asesinatos más en Chatham, Nuevo Brunswick y Newcastle, Nuevo Brunswick y las comunidades vecinas (parte de la ciudad de Miramichi). Las personas asesinadas fueron Annie Flam, las hermanas Linda y Donna Daughney, y el Padre James Smith. Legere fue capturado el 24 de noviembre de 1989, a raíz de un intento de robo de un auto que comenzó en Saint John, Nuevo Brunswick y terminó fuera de Rogersville, Nuevo Brunswick, la recompensa de $50,000 fue cobrada por la información que llevó a su captura.

## Presente
A partir de 2008, se convirtió en uno de los 90 presos recluidos en el centro penitenciario de súper máxima seguridad de Canadá, apodado el "SHU", en Sainte-Anne-des-Plaines, Quebec.